# Richard Hibbard

a Compétitions nationales et continentales officielles uniquement.

b Matchs officiels uniquement.
Dernière mise à jour le 13 février 2023.
Richard Martin Hibbard, né le 13 décembre 1983 à Neath (pays de Galles), est un joueur international gallois de rugby à XV jouant au poste de talonneur.

## Biographie
Après avoir débuté avec le Swansea RFC, Richard Hibbard joue avec les Ospreys en coupe d'Europe et en Celtic League de 2004 à 2014 où il remporte quatre fois la/le Celtic League/Pro12. Il obtient sa première cape internationale le 11 juin 2006 contre l'équipe d'Argentine.
En décembre 2013, il est annoncé qu'Hibbard va rejoindre la Premiership anglaise et le club de Gloucester Rugby pour une durée de trois saisons à partir de la saison 2014-2015. Dès sa première saison, il remporte le Challenge européen en s'imposant en finale contre Édimbourg Rugby où il est notamment titulaire en finale.
Figurant dans le groupe de joueurs préparant la Coupe du monde 2015, il n'est finalement pas conservé par l'entraîneur national Warren Gatland.
Pendant le mois de novembre 2016, il signe une prolongation de contrat avec Gloucester.
En mai 2017, il est sélectionné dans le groupe des Barbarians par Vern Cotter pour affronter l'Angleterre, le 28 mai à Twickenham puis l'Ulster à Belfast le 1er juin. Titulaire lors du premier match, les Baa-Baas Britanniques s'inclinent finalement 28 à 14 face aux Anglais. Remplaçant en Irlande, les Baa-Baas parviennent à s'imposer 43 à 28.
Durant le mois de décembre 2017, il signe un contrat avec les Dragons à partir de la saison 2018-2019 et fait donc son retour au Pays de Galles avec l'ambition de terminer sa carrière dans son pays.
En janvier 2022, il annonce prendre sa retraite de joueur professionnel avec effet immédiat à l'âge de 38 ans.

## Statistiques en équipe nationale
Au 13 février 2023, Richard Hibbard compte 38 sélections avec le pays de Galles, dont 21 en tant que titulaire. Il inscrit deux essais. Il obtient sa première sélection le 11 juin 2006 à Puerto Madryn contre l'Argentine.
Il participe à quatre éditions du Tournoi des Six Nations, en 2011, 2013, 2014, 2015. Il compte dix-huit matchs joués dans cette compétition, dont dix en tant que titulaire et inscrit un essai.
Richard Hibbard participe à une tournée de Lions britanniques et irlandais en 2013 en Australie, où il dispute trois tests dont un en tant que titulaire face aux Wallabies et dispute six autres rencontres, inscrivant un essai.

## Palmarès

### En club
- Ospreys
  - Vainqueur de la Celtic League/Pro12 en 2005, 2007, 2010 et 2012.
  - Vainqueur de la Coupe anglo-galloise en 2008.
  - Finaliste de la Coupe anglo-galloise en 2007.
- Gloucester Rugby
  - Vainqueur du Challenge européen en 2015.
  - Finaliste du Challenge européen en 2017 et 2018.

### En équipe nationale
Richard Hibbard remporte le Tournoi des Six Nations en 2013, il remporte treize des dix-huit rencontres qu'il dispute et concède cinq défaites.
| Édition          | Rang | Résultats pays de Galles | Résultats Hibbard | Matchs Hibbard |
| ---------------- | ---- | ------------------------ | ----------------- | -------------- |
| Six nations 2011 | 4    | 3 v, 0 n, 2 d            | 3 v, 0 n, 2 d     | 5/5            |
| Six nations 2013 | 1    | 4 v, 0 n, 1 d            | 4 v, 0 n, 0 d     | 4/5            |
| Six nations 2014 | 3    | 3 v, 0 n, 2 d            | 3 v, 0 n, 2 d     | 5/5            |
| Six nations 2015 | 3    | 4 v, 0 n, 1 d            | 3 v, 0 n, 1 d     | 4/5            |

Légende : v = victoire ; n = match nul ; d = défaite ; la ligne est en gras quand il y a Grand Chelem.